# John Fred & his Playboy Band
John Fred & his Playboy Band was een Amerikaanse band.

## Bezetting
- John Fred Gourrier (zang)
- Andrew Bernard (saxofoon)
- Harold Cowart[3] (basgitaar)
- Tommy De Generes (keyboards)
- Ronald Goodson (trompet)
- Joe Miceli (drums)
- James O'Rourke (gitaar)
- Charles Spinosa (trompet)

John Fred, geboren als John Fred Gourrier (Baton Rouge, 8 mei 1941 – New Orleans, 14 april 2005), formeerde zijn eerste band, die hij John Fred & his Playboys noemde, al in 1956.

## Geschiedenis
De eerste single, Shirley, verscheen in 1958 maar kwam niet verder dan nummer 82 in de Amerikaanse hitlijst. Desondanks werd de achtkoppige formatie in hun thuisstaat zo populair dat ze een landwijd platencontract kregen. Het eerste album kreeg de naam John Fred & His Playboys. Daarna werden The Playboys The Playboy Band, en de tweede lp, Agnes English, verscheen. Daaruit werd de single Judy in Disguise (With Glasses) getrokken, die een parodie was op de Beatlessong Lucy in the Sky with Diamonds. Ze verdrongen Hello Goodbye van The Beatles van de toppositie, en van de plaat werden miljoenen exemplaren verkocht.
Na het volgende album, Permanently Stated, werd het succes minder. De band trad tot in de jaren 1990 op in de zuidelijke staten. John Fred werd producent en talentscout voor nieuwe bands, trainde de basketbalploeg van een highschool en werd een vast onderdeel bij concerten en shows in zijn thuisstad. Daar was hij ook gastheer van het populaire plaatselijke radioprogramma The Roots of Rock'n'roll. In 2002 verscheen zijn laatste lp: Somebody's Knockin´. 

## Gezondheid en overlijden
Kort daarna werd hij zwaar ziek, en tijdens de noodzakelijke niertransplantatie traden complicaties op. Er volgde een lang ziekenhuisverblijf, totdat hij op 14 april 2005 op 63-jarige leeftijd overleed.

## Discografie

### Singles
- 1968: Judy in Disguise (With Glasses)
- 1968: Hey Hey Bunny

### NPO Radio 2 Top 2000
| Nummer met noteringen in de NPO Radio 2 Top 2000 | '99  | '00 | '01  |
| ------------------------------------------------ | ---- | --- | ---- |
| Judy in disguise (with glasses)                  | 1840 | -   | 1976 |

1. ↑  Een '-' betekent dat het nummer niet was genoteerd en een vetgedrukt getal geeft de hoogste notering aan.
2. ↑  Deze tabel is bijgewerkt tot en met de laatste editie (2024).